# 畳屋道場
畳屋道場（たたみやどうじょう）は、山形県寒河江市に所在地を置く全国畳店ネットワーク会社。2007年、鏡畳店の鏡芳昭によって設立される。2017年より「TATAMI-TO」というブランドを展開している。

## 歴史
鏡畳店を創業した鏡喜悦はそれまで寒河江市の別の畳店で修行していたが、1916年（大正5年）、長男誕生を機に独立して創業した。その長男は店を継いだものの、当時は畳は寺社や料亭で使われるものであり、県外で出稼ぎせざるを得なかった。ところが戦後、新築住宅に畳が使われるようになると地元の畳需要が増え、3代目は1966年に寒河江市本町2丁目に工場を建てて対応した。
3代目の子である鏡芳昭は、茨城県の畳高等職業訓練校で畳職人としての技術を学んだ後、家業を継ぐため鏡畳店に戻った。しかし平成に入ると住宅着工件数の減少によって畳の需要が激減。さらに価格競争の激化で単価が下落していった。2006年にイグサの産地である熊本県の八代市を訪ね、後継者不足に苦しむ産地の現状を知った鏡芳昭は2007年、全国の畳店と連携して国産品の活用を図る「畳屋道場」を設立した。
八代市では生産農家33人が下永辰也を組合長とする「和たたみの里八代生産販売組合」を設立、組合は畳屋道場と連携を決めた。2011年には両者の「熊本県八代産い草による高品質な畳表を使った国産畳の企画開発とその施工販売ネットワークの構築」を図る事業が、農林水産省・経済産業省の農商工等連携事業に認定された。
2013年には人吉市の青井阿蘇神社で参拝客が見守る中、幣殿の畳替えを実施した。以降は畳替え奉納が恒例となり、翌2014年には熊本市の本妙寺拝殿で畳替えに取り組んだ。2015年に珍しい畳敷きの教会である天草市河浦町の崎津教会で畳替えを行った。
海外進出も試みており、2013年11月にはインドのデリーで開催された「インド国際トレードフェア」にイグサ製品を初出品した。これがきっかけとなり、2014年にスリランカでの事業案件を獲得した。ヨーロッパではフランスで畳文化を発信しており、フランスのパリで開催された「メゾン・エ・オブジェ」で展示品が好評を受けた。
2016年6月6日、鏡畳店の「いぐさロール・いぐさピロー」が「ロハスデザインアワード2016」モノ部門の大賞を受賞した。
2017年2月24日には、資生堂の「TA/TA/MI/RAI（タタミライ）チーム」と「畳屋道場」の主催によるトークイベント「『世界は畳を待っている』TATAMI TOMORROW（タタミトゥモロー）」が資生堂銀座ビル3階の花椿ホールで開催された。
2021年、「いぐさロール」がグッドデザイン賞を受賞した（受賞企業は、TATAMI-TO ／畳屋道場株式会社）。

## 年表
- 1916年（大正5年） 畳屋を創業。
- 1996年（平成8年） 有限会社鏡畳店を設立。
- 1991年（平成3年） 鏡芳昭が家業を継ぐ。
- 2007年（平成19年） 鏡芳昭が畳屋道場株式会社を設立[12]
- 2008年（平成20年） 鏡芳昭が有限会社鏡畳店の4代目（代表取締役社長）に就任。
- 2011年（平成23年） 「畳屋維新プロジェクト」が国の農商工連携事業に認定
- 2013年（平成25年） 国宝「青井阿蘇神社」の畳替えを実施
- 2014年（平成26年） 本妙寺（熊本県熊本市）の畳の畳替えを実施
- 2017年（平成29年） TATAMI-TOブランドが誕生[13][14]

## いぐさロール
“いぐさロール”とは、イグサを畳表（たたみおもて：ござ）で巻いた、直径約3.5センチほどの筒状のものであり、並べて連結させることにより、ベンチやベッドになる。特徴としては裏表の両面が使えるため、表を使って3年、裏返して2、3年の計5～6年使用でき、シートを交換することによって、さらに長く使用できるというメリットがある。この商品を孝案したのは、2011年に入社した尾形航という新入社員で、彼は東北芸術工科大学でプロダクトデザインを学び、畳を使った家具のデザインを研究していたことから、畳業界に興味を持ち、鏡畳店に入社した。
“いぐさロール”は「Japan Home & Building Show 2011,2012」や、「元気！つなごう 結の力」という東日本大震災の復興支援イベント（2011年）、「インターナショナルギフトショー2013」、「33rd IITF(India International Trade Fair)」等、さまざまなイベントに出展している他、東北芸術工科大学、武雄市役所、一関市立千厩図書館、八代市役所、パリ日本文化会館、農林水産省（和の空間）、備前長船刀博物館、Madison Public Libraryなど各地に設置されている。2014年2月7日、山形エクセレントデザイン にてエクセレントデザイン奨励賞を受賞される。

## チーム
TATAMI-TOプロジェクトに参加している畳店とクリエイターは以下の通り（2025年5月確認時点）。

### 参加店
- ミソノ畳店（岩手県一関市）
- 齋藤畳店（宮城県大河原町）
- 鏡畳店（山形県寒河江市）
- 今井畳店（新潟県柏崎市）
- 大島畳工業（栃木県那須町）
- 大野畳店（栃木県大田原町）
- 平田畳店（茨城県水戸市）
- 海老名畳店（神奈川県横浜市）
- 秋山畳工店（群馬県渋川市）
- 尾山畳店（大阪府柏原市）
- 友塚畳工店（島根県奥出雲町）
- 石野畳店（山口県山口市）
- 中島タタミ店（鹿児島県屋久島町）

### クリエーター
- 今村直樹 - 映像・CMディレクター
- 関橋英作 - クリエイティブ戦略家
- 蓮井幹生 - 写真家
- 服部一成 - グラフィックデザイナー
- 高須勇 - SUNSHINE＋CLOUD デザイナー
- 大治将典 - 手工業デザイナー
- 光嶋裕介 - 建築家